# 阮日
阮日（2000年6月16日—），愛爾蘭籍越南裔男子羽毛球運動員。他曾赢得2018年歐青赛男单季军。

## 簡歷
2017年9月，阮日出戰比利時羽毛球國際賽，在男单準决赛以0比2（20-22、11-21）不敌赛会4号种子、香港名将的李卓耀。同期9月，他與保罗·雷诺斯出戰波蘭羽毛球國際賽，在男双决赛以2比0（21-19、25-23）击败了赛会2号种子、德国强档的丹尼尔·班茨/安德烈亚斯·海因茨，赢得国际赛男双冠军，亦是他首个國際系列賽男双冠军。同年11月，他出戰威爾斯羽毛球國際賽，在男单决赛以2比0（21-16、23-21）击败了资格赛选手、印度的R·M·V·加卢西达，赢得国际赛男单冠军，亦是他首个未來系列賽男单冠军；此外，还与搭档保罗·雷诺斯的男双準决赛以0比2（19-21、20-22）不敌赛会2号种子、法国强档的伊劳埃·亚当/萨米·科维。同年12月，他出戰愛爾蘭羽毛球公開賽，在男单决赛以0比2（19-21、11-21）不敌德国名将的亚历山大·罗弗斯，赢得亚军。
2018年9月，阮日代表爱尔兰参加爱沙尼亚塔林举办的歐洲青年羽毛球錦標賽，他以赛会头号种子在首圈轮空；在第二圈以2比0（21-5、21-4）横扫保加利亚的Stanislav Zlankov；在第三圈以2比0（21-9、21-6）轻取罗马尼亚的daniel popescu；在第四圈以2比0（21-11、21-13）击败了赛会10号种子、乌克兰的Danylo Bosniuk；在半準決賽以2比0（21-17、21-13）横扫赛会5号种子、摩尔多瓦的Cristian Savin；在準決賽激战三局以1比2（7-21、21-16、18-21）不敌赛会3号种子、法国的克里斯托·波波夫，赢得欧青赛男单季军。

## 主要比賽成績
只列出曾進入準決賽的國際賽事成績：
| 年份   | 賽事                    | 公開賽級別 | 項目     | 拍檔        | 成績   |
| ------ | ----------------------- | ---------- | -------- | ----------- | ------ |
| 2017年 | 比利時羽毛球國際賽      | 國際挑戰賽 | 男子單打 | －          | 準決賽 |
| 2017年 | 波蘭羽毛球國際賽        | 國際系列賽 | 男子雙打 | 保罗·雷诺斯 | 冠軍   |
| 2017年 | 威爾斯羽毛球國際賽      | 未來系列賽 | 男子單打 | －          | 冠軍   |
| 2017年 | 威爾斯羽毛球國際賽      | 未來系列賽 | 男子雙打 | 保罗·雷诺斯 | 準決賽 |
| 2017年 | 愛爾蘭羽毛球公開賽      | 國際系列賽 | 男子單打 | －          | 亞軍   |
| 2018年 | 歐洲青年羽毛球錦標賽    | 其他       | 男子單打 | －          | 季軍   |
| 2018年 | 意大利羽毛球國際賽      | 國際挑戰賽 | 男子單打 | －          | 準決賽 |
| 2019年 | 哈爾科夫羽毛球國際賽    | 國際挑戰賽 | 男子單打 | －          | 準決賽 |
| 2021年 | 愛爾蘭羽毛球公開賽      | 國際挑戰賽 | 男子單打 | －          | 準決賽 |
| 2022年 | 賽義德·莫迪羽毛球國際賽 | 超級300賽  | 男子單打 | －          | 準決賽 |
| 2023年 | 奧爾良羽毛球大師賽      | 超級300賽  | 男子單打 | －          | 準決賽 |
| 2023年 | 蘇格蘭羽毛球公開賽      | 國際挑戰賽 | 男子單打 | －          | 準決賽 |
| 2023年 | 愛爾蘭羽毛球公開賽      | 國際挑戰賽 | 男子單打 | －          | 冠軍   |
| 2024年 | 愛爾蘭羽毛球公開賽      | 國際挑戰賽 | 男子單打 | －          | 冠軍   |
| 2025年 | 泰國羽毛球大師賽        | 超級300賽  | 男子單打 | －          | 準決賽 |
| 2025年 | 奧爾良羽毛球大師賽      | 超級300賽  | 男子單打 | －          | 準決賽 |

| 2007-2017年 | 首要超級賽 | 超級賽 | 黃金大獎賽 | 大獎賽 | 國際挑戰賽 | 國際系列賽 | 未來系列賽 | 其他 |

| 2018-2026年 | 總決賽 | 超級1000賽 | 超級750賽 | 超級500賽 | 超級300賽 | 超級100賽 | 國際挑戰賽 | 國際系列賽 | 未來系列賽 | 其他 |

### 奧運會和世錦賽參賽紀錄
|          | 2018 | 2019 | 2020       | 2021 | 2022 | 2023 | 2024       |
| -------- | ---- | ---- | ---------- | ---- | ---- | ---- | ---------- |
| 男子單打 | 64強 | 64強 | 小組第二名 | 16強 | 64強 | 64強 | 小組第二名 |